# Robert Stannard
Robert Stannard (n. Sydney, 16 de setembro de 1998) é um ciclista profissional australiano que actualmente milita para a equipa Mitchelton-Scott. Correu baixo a nacionalidade neozelandesa até 2016, no entanto nacionalizou-se australiano a 1 de janeiro de 2017.

## Palmarés
2017
- Gravel and Tar Classic
- 1 etapa do Rhône-Alpes Isère Tour

2018
- Giro do Belvedere[1]
- 1 etapa do Tour da Bretanha
- 1 etapa do Volta a Itália
- Grande Prémio Sportivi di Poggiana[2]
- Piccolo Giro de Lombardia